# 台灣黑狗兄
《台灣黑狗兄》（英語：Sock'n Roll），是由台灣導演賀照緹所執導拍攝的一部紀錄片，於2013年4月19日開始在台灣上映。本片紀錄一個發生在台灣八卦山下社頭鄉的故事，這個不為人知的小鄉鎮，卻是全台襪業的集散地，在近四萬人的人口中，平均兩人就有一人從事製襪相關行業，但也因全球化的來襲，導致這個以襪業聞名的小鎮即將面臨滅鎮的危機。本片的配樂由林強操刀製作，這也是商業周刊_(台灣)的首部院線紀錄片。

## 劇情介紹
社頭有三多，襪子、芭樂、董事長多。李東林，一個織襪代工廠的老闆，因為年輕的時候很「漂撇」，所以有個「黑狗兄」的稱號。運動員出身的他，因為年輕時車禍受傷而放棄運動這條路，轉而就讀紡織科系。畢業後開始投入襪業，從機台師傅一路打拼到擁有自己的代工廠，並將自身對運動的喜愛轉而投入製造高品質的運動襪，更在2011年創下業績高峰，獲得優良評鑑。除了成功的事業外，更有個漂亮的老婆和三個乖巧的兒女，看似一切幸福美滿的生活，卻因為全球化的強勢來襲而面臨危機。合作多年的知名運動品牌無預警的取消訂單，常年疲累積累的舊疾也嚴重惡化，而整個社頭瀰漫著消沈的氣氛也讓黑狗兄更加沮喪和憂鬱，甚至引發恐慌症，一度想臥軌自殺。
幸好靠著妻子兒女和運動界好友的支持及鼓勵，黑狗兄決定重新開始，自創運動品牌，推廣多年來自行研發的運動襪，除了自己摸索，更向品牌行銷顧問專家請教，透過產學合作，學習品牌行銷；在產品開發上也積極詢問運動醫學專家的意見，配合運動員的試穿，改進襪子的功能和品質。除了為自己的未來尋求出路外，黑狗兄更希望他的挺身而出能夠為社頭開創一條新的道路。

## 外部連結
- . 電影《台灣黑狗兄》官方網站.[永久]
- . 中時電子報.   [2013-11-15]. （原始内容存档于2014-01-27）.